# قطعنامه ۱۹۵ شورای امنیت
قطعنامه ۱۹۵ شورای امنیت سازمان ملل متحد که در تاریخ ۰۹ اکتبر ۱۹۶۴ تصویب شد، سندی بین‌المللی دربارهٔ پذیرش اعضای جدید سازمان ملل متحد: مالاوی است. این قطعنامه طی نشست ۱۱۶۰ام با ۱۱ موافق، ۰ مخالف و ۰ ممتنع تصویب شد.